# Нижнее Грибцово
Нижнее Грибцово — деревня в Великоустюгском районе Вологодской области.
Входит в состав Парфёновского сельского поселения, с точки зрения административно-территориального деления — в Парфёновский сельсовет.
Расстояние по автодороге до районного центра Великого Устюга — 14 км, до центра муниципального образования Карасово — 2,5 км. Ближайшие населённые пункты — Парфёново, Семенниково, Верхний Заемкуч, Верхнее Грибцово.
По переписи 2002 года население — 9 человек.